# Curcuma bicolor
Curcuma bicolor là một loài thực vật có hoa trong họ Gừng. Loài này được Mood & K.Larsen mô tả khoa học đầu tiên năm 2001. Mẫu vật thu thập ở cao độ 750 m, ven đường 1095, gần thị trấn Pang Mapha, huyện Pang Mapha, tỉnh Mae Hong Son.

## Phân bố
Loài này có tại tỉnh Mae Hong Son, miền bắc Thái Lan.